# 그린치

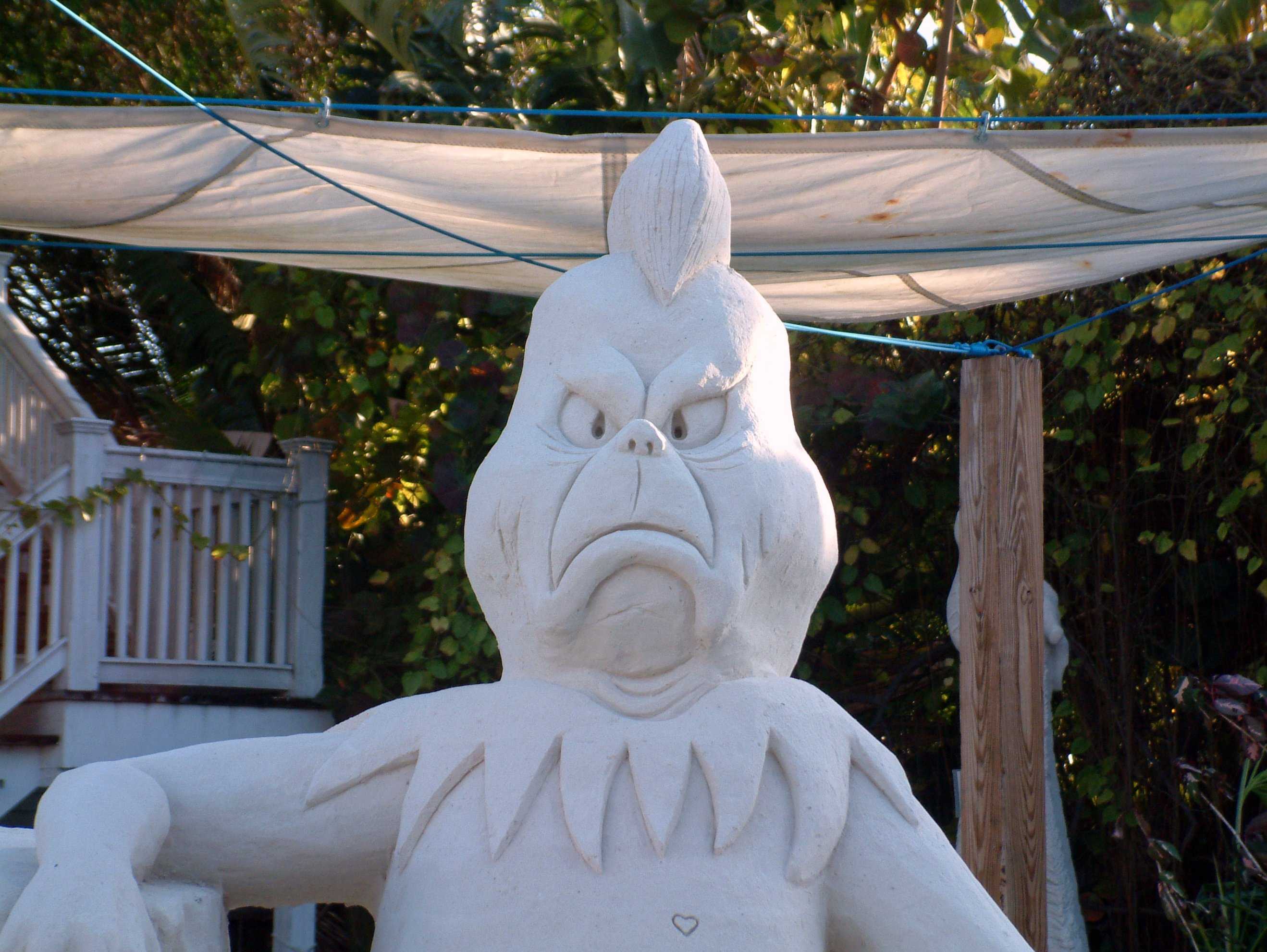

그린치(Grinch)는 1957년에 닥터 수스가 발표한 미국의 아동 그림책의 제목(How the Grinch Stole Christmas!) 또는 그림책의 주인공의 이름이다.

## 영화
- 그린치 (2000년 영화)
짐 캐리가 연기했다.

- 그린치 (2018년 영화)
베네딕트 컴버배치가 성우를 맡았다.